# 埃斯佩利 (明尼蘇達州)
埃斯佩利（英語：Espelie）是位於美國明尼蘇達州馬歇爾縣埃斯佩利鎮區的一個非建制地區。

## 地理
埃斯佩利所處的海拔為高於海平面359米（即1178英呎），而該地所採用的時區為UTC-6，即北美中部時區（CST）。同時該地設有夏令時間，為UTC-6調快一小時，即UTC-5（CDT）。